# Gut Klausheide

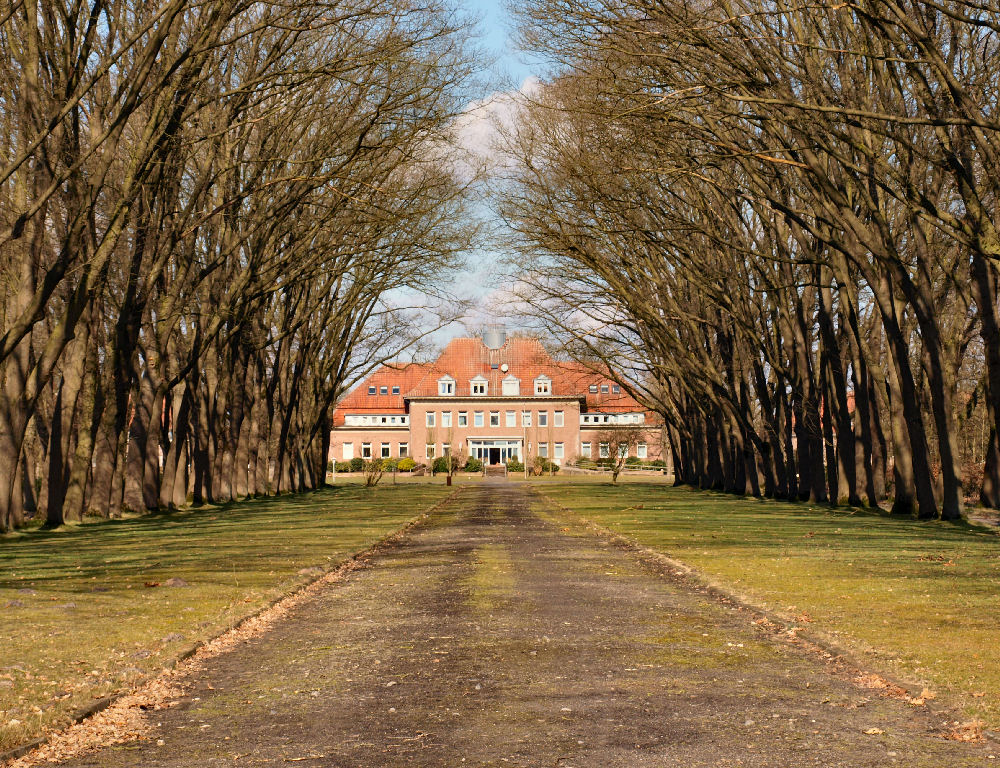
Gut Klausheide, frühere Auffahrt zum Herrenhaus

Das Gut Klausheide, ursprünglich Gut Clausheide, in der Gemarkung Klausheide bei Nordhorn in der Grafschaft Bentheim gelegen, wurde 1914 von dem deutschen Industriellenehepaar Bertha und Gustav Krupp von Bohlen und Halbach mit dem Ziel gegründet, ein landwirtschaftliches Mustergut aufzubauen. Benannt wurde das Gut nach Claus von Bohlen und Halbach, das 1910 geborene dritte Kind des Paares. Die Gebäude und das Gelände der Gutsanlage stehen unter Denkmalschutz.
Auf der ursprünglich rund 15 000 Morgen (3 750 Hektar) umfassenden Liegenschaft wurde auch die Ortschaft Klausheide errichtet. Ein rund 2 200 Hektar großes Heidegelände überließ die Familie Krupp ab 1933 der deutschen Wehrmacht zur militärischen Nutzung. Dort richtete die britische Royal Air Force 1947 ihren Übungsplatz Air to Ground Weapon Range, genannt Nordhorn Range, ein, der 2001 an die deutsche Bundeswehr übergeben wurde und heute offiziell Luft-/Bodenschießplatz Nordhorn heißt. Seit 2014 ist der Luft-/Bodenschießplatz das einzig verbliebene Übungsgelände für den Luft-Boden-Kampf und gleichzeitig der größte von der Luftwaffe genutzte Übungsplatz in Deutschland.
Im Jahr 1951 wurde die Gutsanlage einschließlich 1100 Hektar Land von Berta Krupp an die Saatzuchtgesellschaft Lochow-Petkus GmbH verkauft. Im November 1978 wurden die acht auf der Nordseite der B 213 stehenden Gutsarbeiterhäuser abgerissen. Die Häuser auf der Südseite sind erhalten.
1990 erwarb die Arbeiterwohlfahrt (Kreisverband Grafschaft Bentheim) das Hauptgebäude („Herrenhaus“) und die beiden anschließenden Nebengebäude, wo sie seit 1996 ein Wohnheim für chronisch mehrfach beeinträchtigte abhängigkeitskranke Menschen unterhält.

## Gutsbezirk

### Gründung

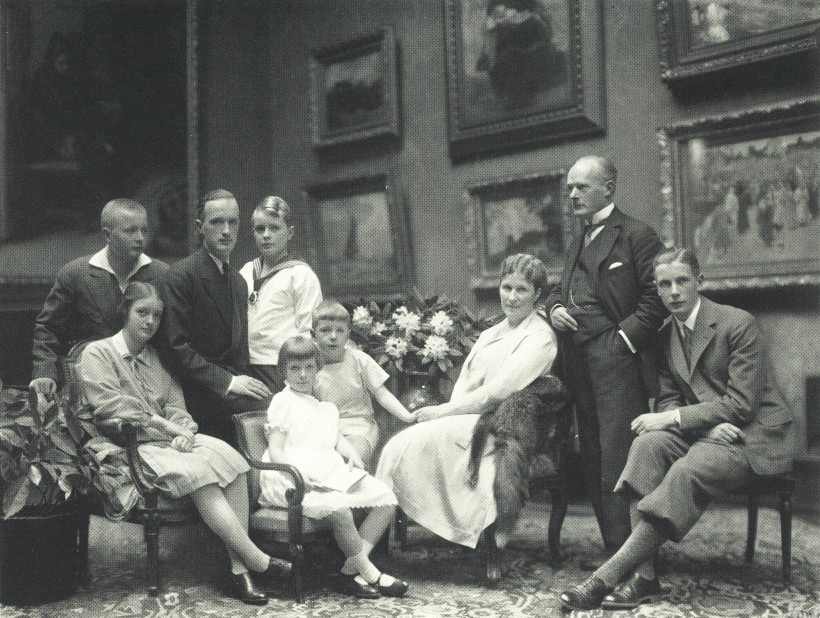
Gustav und Bertha Krupp von Bohlen und Halbach mit ihren Kindern (1928) – ganz rechts Sohn Claus

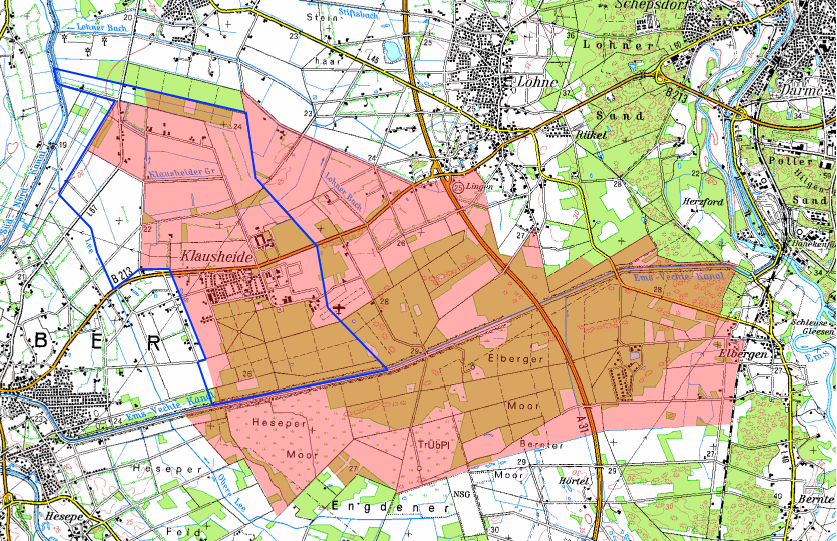
Rot: Gutsbezirk Clausheide im Jahr 1914

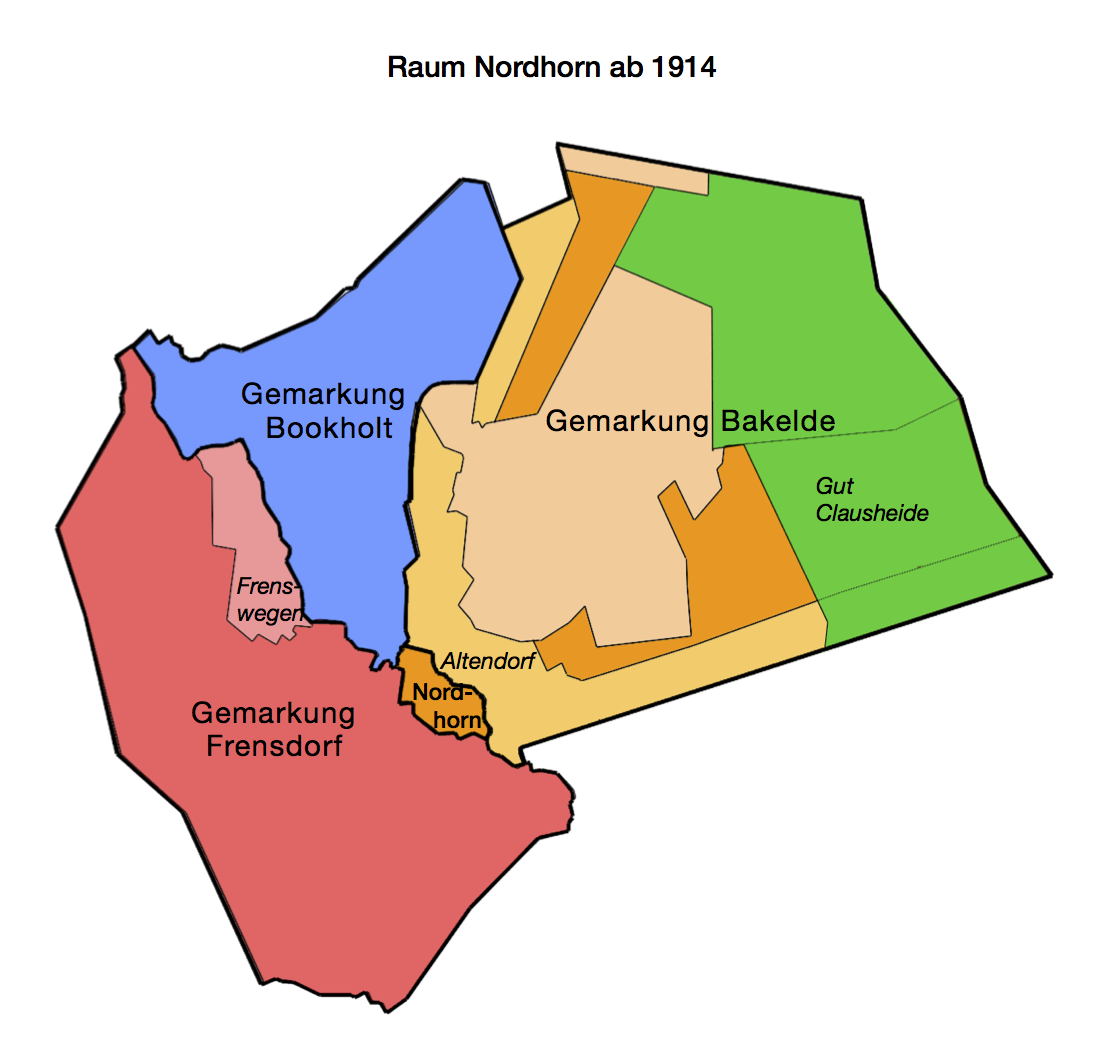
Gemarkungen und Gemeinden im Raum Nordhorn ab 1914

Ab Sommer 1913 erwarb die Industriellen-Familie Krupp von Bohlen und Halbach ausgedehnte Moor- und Heideflächen zwischen Nordhorn und Lingen in der damaligen Provinz Hannover mit dem Ziel, ein landwirtschaftliches Mustergut aufzubauen. Der Zeitungsbericht lautete:

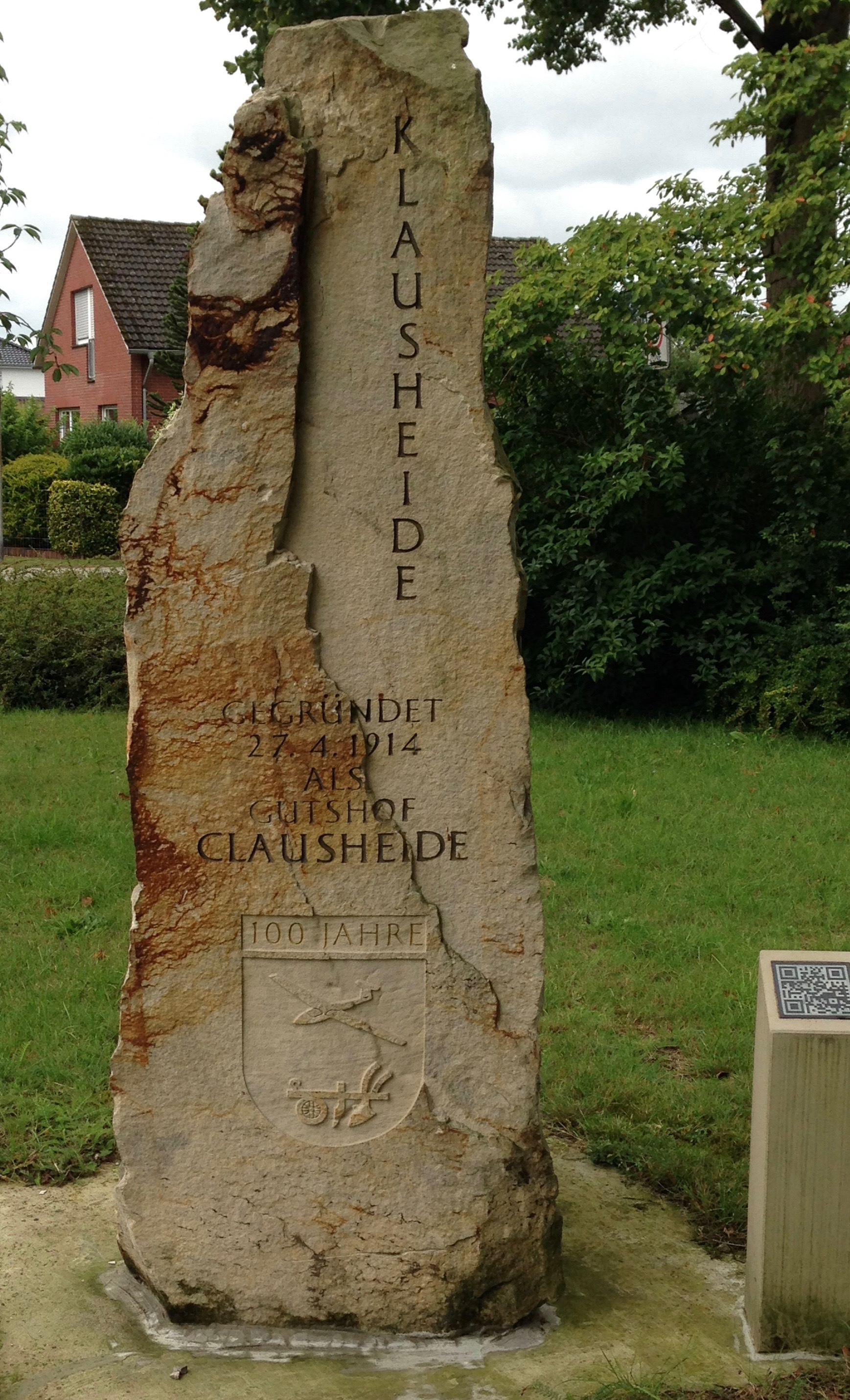
Gedenkstein zum 100. Gründungstag von Gut Klausheide

„Landwirtschaftliches. Nordhorn, 5. Aug. Große Grundstücksankäufe haben in der letzten Zeit in den angrenzenden Gemeinden Bakelde, Altendorf und Hesepe, sowie in den im Kreise Lingen belegenen Gemeinden Lohne und Elbergen stattgefunden. Es handelt sich um etwa 12 000 Morgen Moor- und Heideboden, die jetzt schon fast ein geschlossenes Ganzes bilden. Es wird beabsichtigt, diese Flächen zu kultivieren und darauf einen landwirtschaftlichen Großbetrieb zu errichten. In der Hauptsache soll dann der Gemüseanbau betrieben werden. Das gezogene Gemüse soll nach auswärts versandt werden. Als Versandtort dürfte dem Vernehmen nach Nordhorn in Frage kommen. Der Unternehmer beabsichtigt aus den erworbenen Flächen zwei Gutsbezirke, einen im Kreise Bentheim und einen im Kreise Lingen belegen, zu bilden, sodaß also den Gemeinden, in denen die Grundstücke bisher belegen sind, keinerlei Lasten entstehen werden. Nach drei Seiten von diesen Flächen umschlossen liegt noch das zum größten Teile sich im Besitze von Nordhorner Bürgern befindende Nordhorner Moor. Da diese Grundstücke ihren Besitzern bereits seit Jahren fast gar keinen Nutzen mehr gebracht haben, so wäre es zu wünschen, wenn auch diese zu dem gedachten Zwecke angekauft würden. Wie von unterrichteter Seite mitgeteilt wird, besteht bei den Interessenten wohl Neigung, auch diese Parzellen zu erwerben, wenn die Forderungen angemessen sind.“

### Errichtung der Gemeinde Klausheide

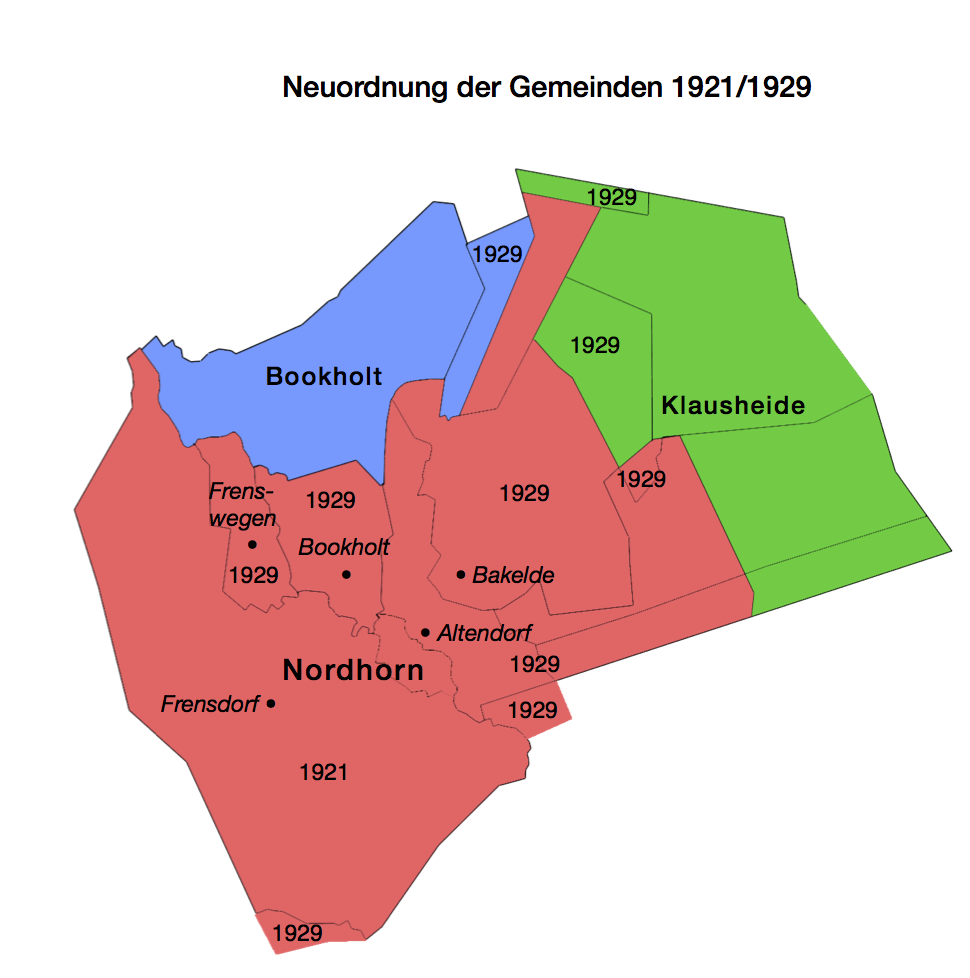
Neuordnung der Gemeinden im Raum Nordhorn 1921/1929

Mit Wirkung vom 1. Juli 1929 wurden Teile der Gemeinden Altendorf und Bakelde nach Nordhorn eingemeindet. Dabei wurden die zum Gut gehörenden Gebiete der beiden Gemeinden sowie unbewohnte Teile von Bakelde abgetrennt und zur Restgemeinde Bakelde zusammengeschlossen. Diese beantragte im Dezember 1930 die Umbenennung in Clausheide. Wegen der Rechtschreibreform von 1901 zur Vereinheitlichung der deutschen Rechtschreibung erfolgte jedoch die Umbenennung der Restgemeinde Bakelde in Klausheide. Der Gemeinderat beantragte, die Schreibweise „Clausheide“ beizubehalten, da die Benennung ja nach Claus von Bohlen und Halbach erfolgt sei; der Minister des Innern indes verweigerte diesen Antrag mit der Begründung: „...Gemeinde- und Ortsnamen slawischen und deutschen Ursprungs sind im Anlaut mit K zu schreiben.“ Die neue Schreibweise setzte sich nur langsam durch.

### Lage
Die ursprünglich erworbenen Ländereien erstreckten sich auf mehrere Gemarkungen in den Landkreisen Grafschaft Bentheim und Lingen, nämlich Bakelde, Lohne, Herzford, Elbergen, Engden und Hesepe. Der Gutshof und die später entstandene Wohnsiedlung befanden sich auf dem Gebiet der Gemarkung Bakelde, ab 1931 Gemeinde Klausheide, seit 1974 Stadt Nordhorn. Der Gutshof befindet sich rund sieben Kilometer nordöstlich von Nordhorn und rund 13 Kilometer südwestlich von Lingen entfernt.
Der Gutsbezirk wurde sowohl vom Ems-Vechte-Kanal als auch der Straßenverbindung zwischen Lingen und Nordhorn jeweils von Süd-West nach Nord-Ost durchschnitten. Diese Straßenverbindung war der Vorläufer der B 213, die ihrer Bedeutung wegen bereits 1824 als erste Landverbindung in der Grafschaft Bentheim zur Chaussee ausgebaut worden. Der knapp fünf Kilometer südlich fast parallel zur Straße verlaufende 1879 eröffnete Ems-Vechte-Kanal als Teil des Linksemsischen Kanalnetzes diente dabei nicht nur der Entwässerung des zur Kultivierung vorgesehenen Geländes, sondern stellte einen wichtigen Transportweg dar.

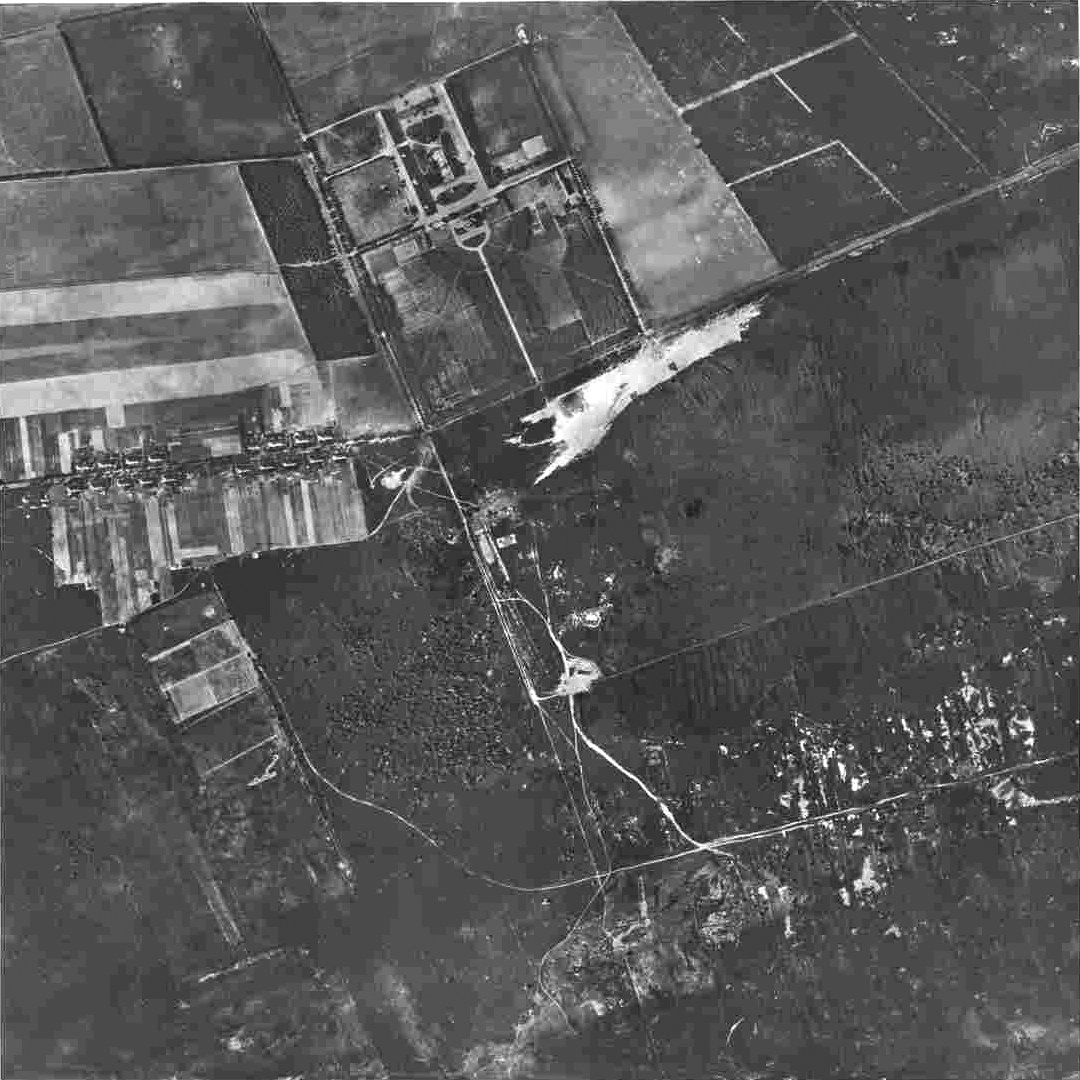
Luftaufnahme von Klausheide (Ort und Gut) aus dem Jahr 1936

Weite Teile dieses Gebietes bestanden aus Heide- oder Moorlandschaften, in dessen Mitte das Nordhorner Moor lag. Durch die nach dem Erwerb der Liegenschaften begonnenen Kultivierungsmaßnahmen entstanden im nördlichen Bereich des Gutsbezirks, um das errichtete Gut herum, ausgedehnte landwirtschaftliche Nutzflächen. Unweit des Gutes, südwestlich gelegen, entstand eine Arbeitersiedlung, die ursprünglich aus 20 Doppelhäusern rechts und links der Chaussee bestand und 40 Familien Platz bot. Auf den südlich der Siedlung bestehenden, ausgedehnten Flächen wurde in großem Stil Jungwald angepflanzt. Südöstlich des Guts wurde der Flugplatz Klausheide angelegt.
Die Gutsanlage selbst gleicht einem riesigen Vierkanthof mit geschlossenem Innenbereich. Zusammen mit dem rund 500 Meter langen Zufahrtsbereich zum Herrenhaus sowie weiteren seitlichen Flächen umfasst das Gut ein Gebiet von rund 13 Hektar, das zusätzlich von einer niedrigen Backsteinmauer eingefasst wurde.
Im südlichen Bereich der das Gut umgebenden Liegenschaften, nördlich und südlich des Kanals gelegen, wurden große Nadelwaldflächen angepflanzt, viele Moor- und Heideflächen, wie das Heseper Moor, jedoch nur teilweise entwässert und weitgehend natürlich belassen. Das am wenigsten kultivierte Gebiet südlich des Ems-Vechte-Kanals wurde ab 1933 von der deutschen Wehrmacht als Bodenschießplatz benutzt.
Später entwickelte sich aus den zur Gutsanlage gehörenden Arbeiterhäusern die Ortschaft Klausheide, die sich im Lauf der Zeit südlich ausdehnte und Teile des Waldes verdrängte.

## Mustergut

### Urbarmachung und erster Anbau

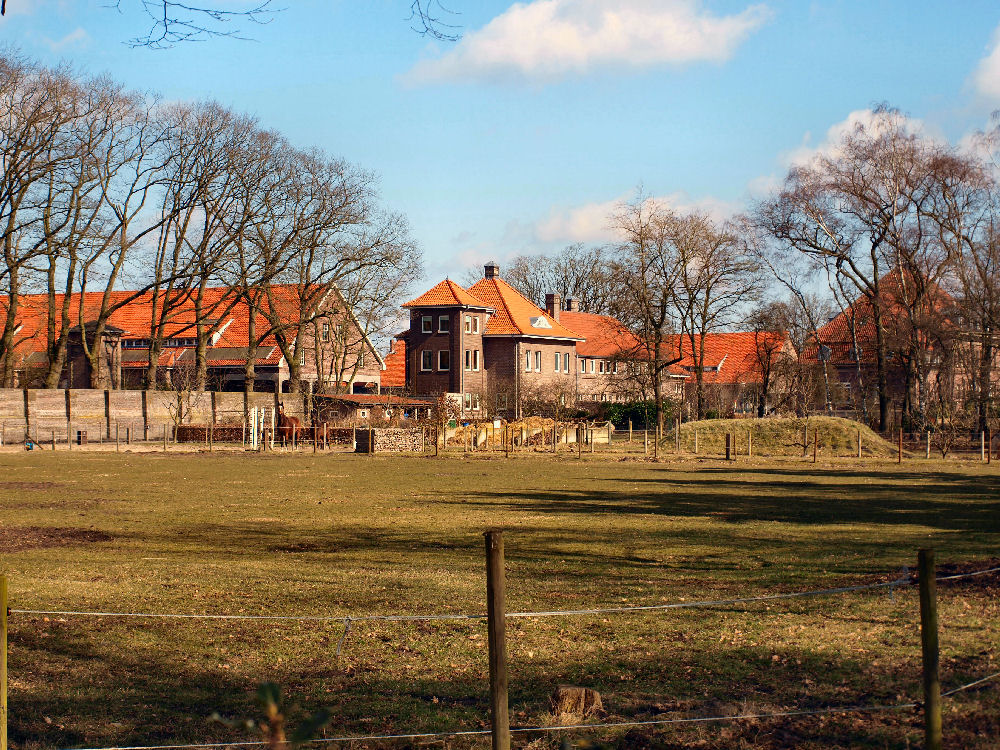
Gut Klausheide, Blick auf die westlichen Wirtschaftsgebäude und die frühere Inspektorenwohnung

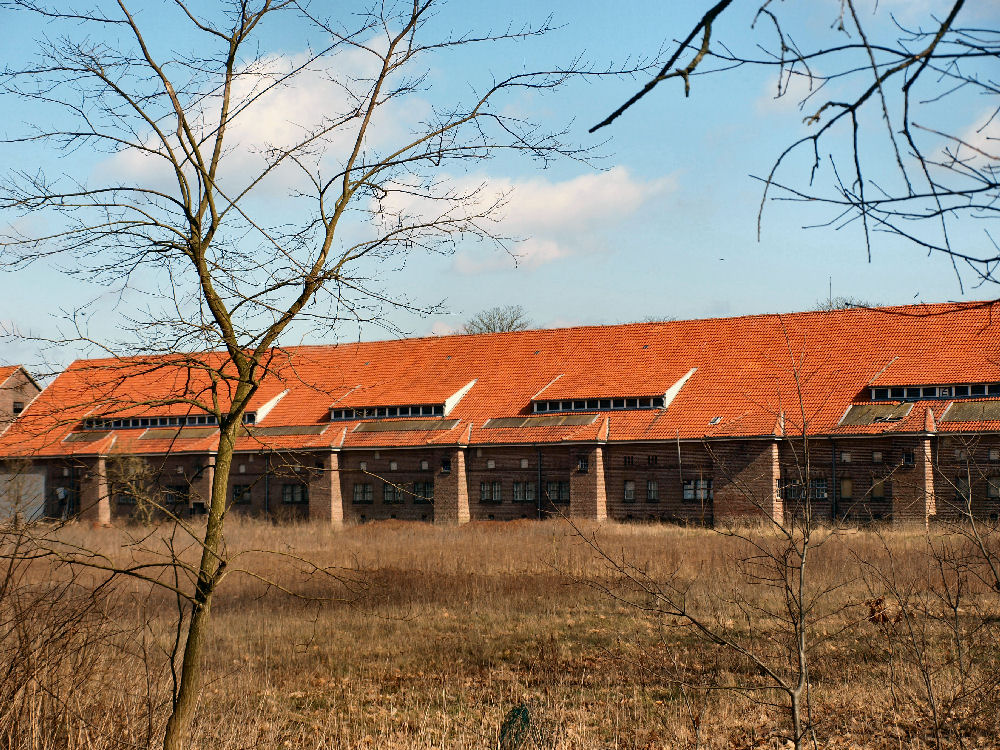
Gut Klausheide, Blick von Westen auf die ehemaligen Ställe und Wirtschaftsgebäude

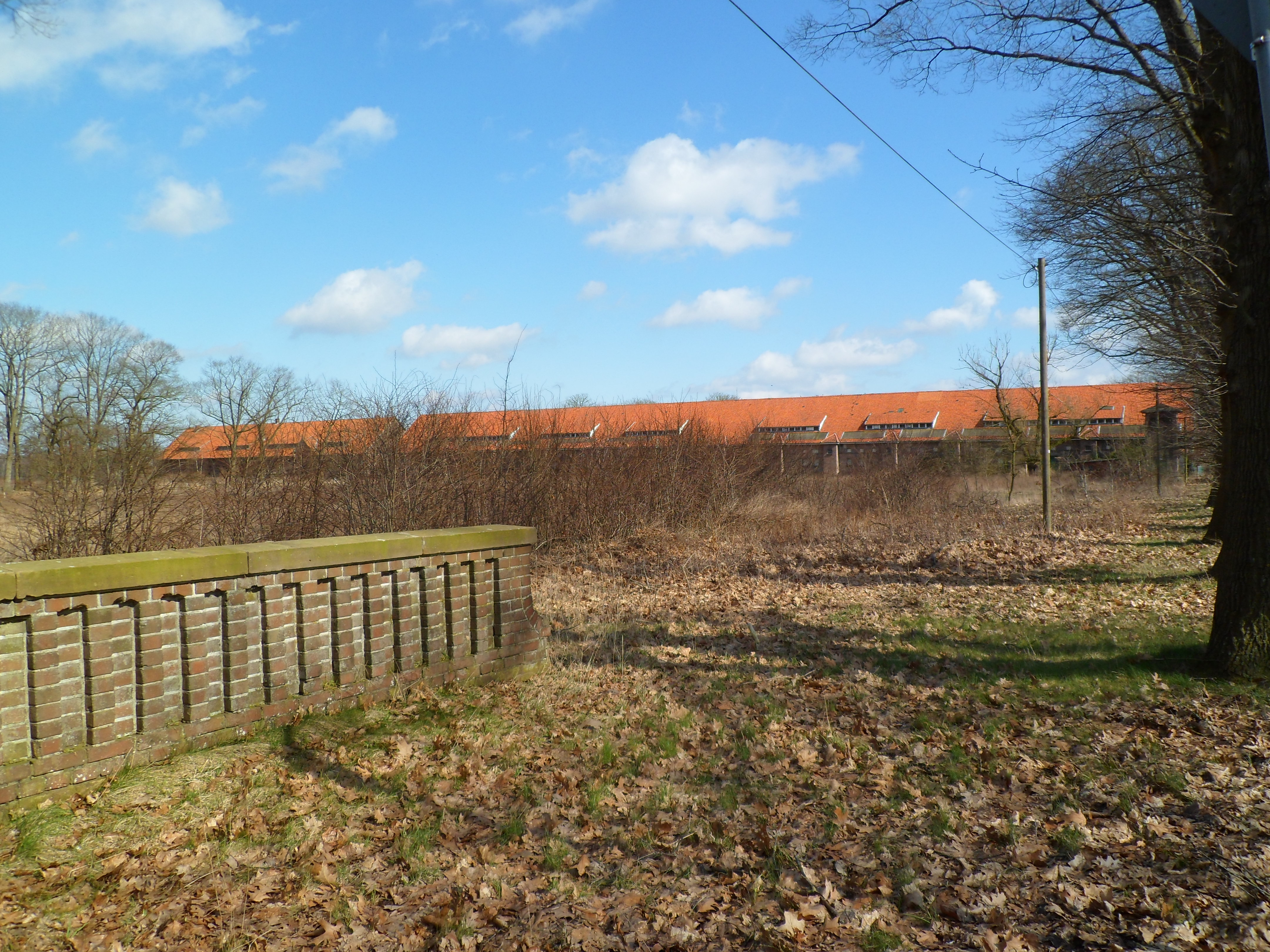
Gut Klausheide, Blick von Westen auf die ehemaligen Speicher, die sich an die Ställe anschlossen

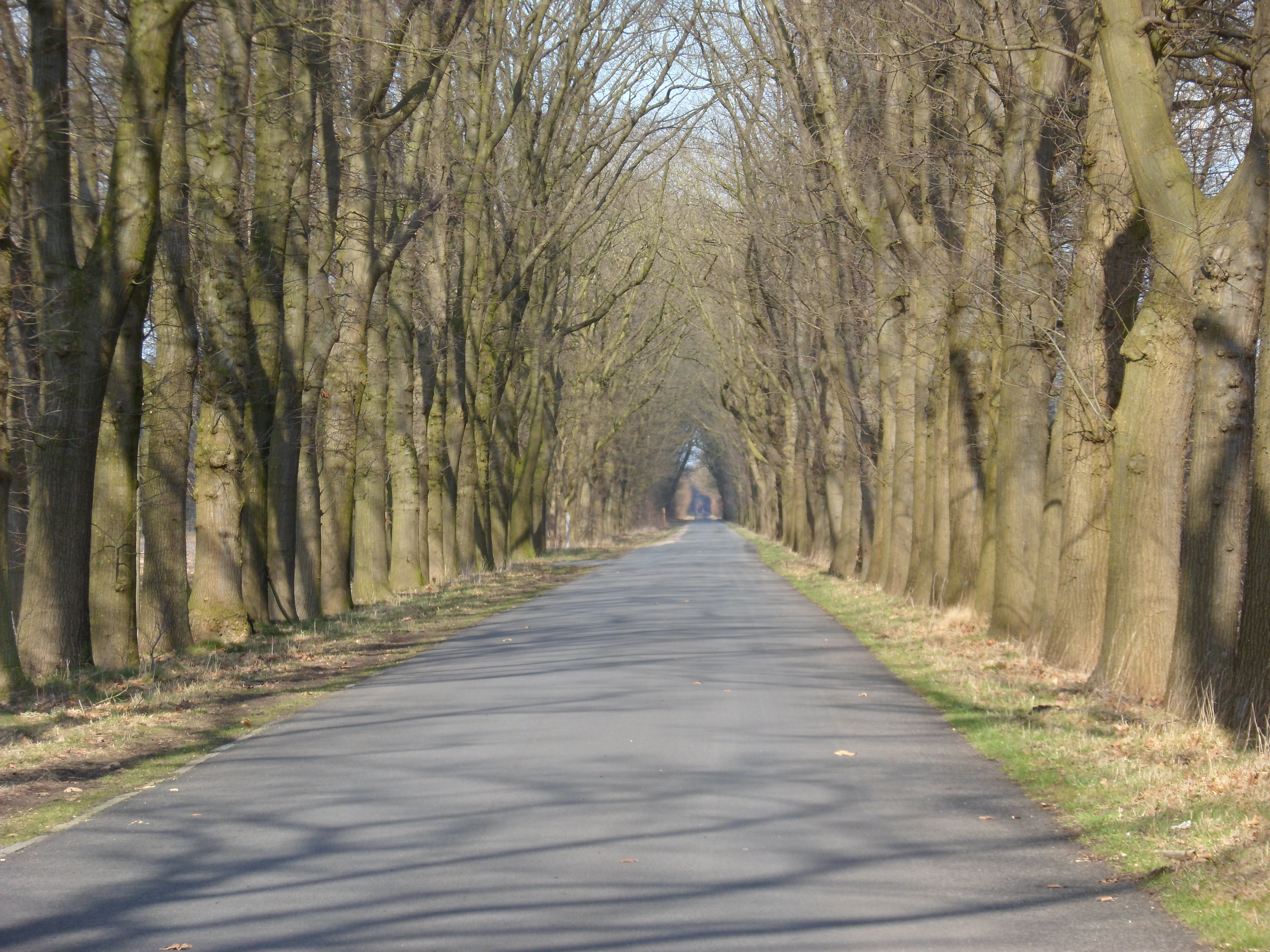
Gut Klausheide, westliche Zufahrtsallee

Durch die Kultivierung und Nutzbarmachung für landwirtschaftliche Zwecke wurde im etwa nördlichen Drittel der Liegenschaft ein Mustergut errichtet, auf dem vorrangig Gemüse- und Getreideanbau geplant war. Der südliche Teil des Geländes, sowohl südlich als auch nördlich des Ems-Vechte-Kanals gelegen, sollte breitflächig mit Nadelwald aufgeforstet werden. Die Eigentümer verpflichteten einen Gutsverwalter namens Schiwinski aus Ostpreußen.
Am 5. April 1914 wurde mit Dampfpflügen der Firma Ottomeyer mit ersten Kultivierungsarbeiten begonnen. Zur Unterbringung der ersten Arbeiter sowie der erforderlichen Arbeitstiere war ein Bauerngehöft am nahe gelegenen Kiefernweg gekauft worden. Anschließend wurden die Flächen von Arbeitspferden und -rindern bearbeitet und mit Gründüngung zur Bodenverbesserung experimentiert. Von der geplanten Gutsanlage wurde ein Kleinbahn angelegt und im Juli 1914 in Betrieb genommen.
Am 27. April 1914 besichtigten Bertha und Gustav Krupp von Bohlen und Halbach das Gelände und den Fortgang der Arbeiten. An diesem Tag gaben sie bekannt, das Gebiet nach ihrem Sohn Claus von Bohlen und Halbach Claus-Heide benennen zu wollen. Mit den Planungen für die Gutsgebäude wurde Architekt Herrmann beauftragt.
Der kurz darauf ausbrechende Erste Weltkrieg behinderte den weiteren Fortgang der Bauvorhaben und Kultivierungsmaßnahmen erheblich, zumal auch der Verwalter zum Kriegsdienst einberufen wurde. Dennoch erfolgte der erste Spatenstich des Gutshofes am 9. Juni 1915. Zu den Bauarbeiten wurden auch Kriegsgefangene eingesetzt. Das Hauptgebäude entstand auf der nördlichen Seite der Chaussee Nordhorn–Lingen einige hundert Meter von der Straße zurückgesetzt und durch eine Allee-Auffahrt mit dieser verbunden. Daran schlossen sich, rechts und links vom Herrenhaus und ebenfalls nördlich die weiteren Gebäude und Flächen an, die an der West- und Ostseite weitere Zufahrten erhielten. Die komplette Gutsanlage wurde mit einem unterschiedlich hohen Mauerwerk aus Klinkern eingefasst.
Ab 1916 erfolgt eine Anpflanzung von Kartoffeln, Roggen und Lupinen, im selben Jahr konnte die erste Ernte eingefahren werden. Gleichzeitig wurde mit den Aufforstungsarbeiten umfangreicher Waldflächen begonnen, die südlich des Gutes bis zum Ems-Vechte-Kanal angelegt wurden. Dazu wurde auf dem Gebiet der heutigen Revierförsterei Elbergen eine Baumschule eingerichtet, wo die Pflanzen zur Aufforstung herangezogen wurden. Noch allein „im Frühjahr 1936 wurden auf einer Fläche von 600 Morgen Land rund 1,8 Millionen Bäumchen“ gesetzt.
Im November 1917 waren die Hauptgebäude des Gutes soweit fertiggestellt, dass der Verwalter provisorisch einziehen konnte. Doch die völlige Fertigstellung des Gutshofs zog sich kriegsbedingt bis 1919 hin, als auch damit begonnen werden konnte, Häuser für die Arbeiter zu errichten. 1919 wurde der erste Guts- und Revierförster, Hermann Meinecke angestellt. Im September 1919 wurde mit dem Bau von 18 Doppelwohnhäusern für Gutsarbeiter rechts und links der Chaussee begonnen, die im Herbst 1920 bezugsfertig wurden.
1922 waren alle Gutsarbeiterhäuser bewohnt. Die Schulkinder wurden mit einem Schulwagen zur Schule in Nordhorn gefahren. Ab 1927 wurde aufgrund der steigenden Anzahl der Kinder Lehrer Fritz Strothmann angestellt, der in einem der Landarbeiterhäuser Wohnung bezog und in seinem Privatzimmer Unterricht erteilte. 1933 besuchten bei dem nachfolgenden Lehrer Fritz Kreft 50 Kinder den Unterricht, was die Kapazität des maximal 33 Plätze fassenden Zimmers überstieg, so dass wegen Platzmangels Schichtunterricht erteilt werden musste. Aufgrund des Platzmangels stellte die Krupp’sche Verwaltung 1933 einen ehemaligen Lokomotivschuppen zur Verfügung, der zu einem kleinen Schulhaus umgebaut wurde.
Auf den kultivierten Flächen des Guts wurden hauptsächlich Roggen und Kartoffeln angebaut. Außerdem wurden Viehweiden für die Rinder und Pferde sowie Wiesen für die Heuernte eingesät. Während die Heuernten meist gut ausfielen, gab es bei den Erträgen der Kartoffel- und Roggenernten in den Anfangsjahren herbe Rückschläge.

### Weltwirtschaftskrise und Zweiter Weltkrieg
Durch die Missernten und mangelnden Anbauerfolge der Anfangszeit benötigte das Gut enorme Zuschüsse von den Eigentümern, was sich aufgrund der Weltwirtschaftskrise zunehmend schwierig gestaltete. Zuerst wurde ein Verkauf angestrebt, der sich aber aufgrund der schlechten wirtschaftlichen Verhältnisse in Deutschland als nahezu unmöglich gestaltete. Also wurde eine langfristige Verpachtung geplant. Überregional wurde das Gut Klausheide zur Verpachtung mit Chiffre-Anzeigen ausgeschrieben

„Gutsverpachtung Gut, Provinz Hannover, unmittelbar an Prov.-Chaussee gelegen, mit vollständigem ausgezeichnetem totem und lebendem Inventar, welches zum Teil als eisernes Inventar übernommen werden kann, neuerbautem Gehöft mit ausreichenden Wirtschaftsräumen, neuzeitlich und praktisch eingerichtet, schönes großes Herrenhaus, 40 neue geräumige Arbeiterwohnungen, eigene elektrische Anlage für Licht und Kraft. 1 650 Morgen genutzte Fläche, davon 404 Morgen Grünland und 1 178 Morgen Acker, auf 18 Jahre mit anstehender guter Ernte zu verpachten. Günstige Pachtbedingungen, im wesentlichen die Verpflichtung, während der 18jährigen Pachtzeit ca. 1 000 weitere Morgen zu kultivieren, deren Nutzung auch dem Pächter zusteht. Vorentwässerung ist vollständig durchgeführt. Erforderliches Betriebskapital ca. 170 000 Mark, welche als eigenes Kapital nachzuweisen sind. Nur erfahrene tüchtige Landwirte mit besten Empfehlungen werden berücksichtigt.“

Egbert Hayessen aus Hammer bei Liebenwalde am Finowkanal besichtigte am 27. Juli 1925 und am 6. August mit seinen zwei Brüdern das Gut. In diesem Jahr stand das Getreide gut und auch die Kartoffelfelder und Weiden waren prächtig gediehen, so dass sie einen guten Eindruck auf die Interessenten machten. Es wurde ein Pachtvertrag vom 1. Juli 1925 bis 30. Juni 1945 abgeschlossen. Der Pächter übernahm das gesamte lebende und tote Inventar als eisernen Bestand, brauchte keinen Pachtzins zu entrichten, musste sich aber verpflichten, in den ersten zehn Jahren 900 Morgen Heideland als Weide- oder Ackerland urbar zu machen.
1935 waren von den zum Gut gehörenden 15 000 Morgen Heideboden 5 500 Morgen kultiviert. Davon wurden 3 000 Morgen forstwirtschaftlich und 2 500 Morgen landwirtschaftlich genutzt. Das Gut wurde mit bis zu 40 fest angestellten Arbeitern und deren Familien bewirtschaftet. Dazu kamen Hilfsarbeiter und Tagelöhner sowie Erntehelfer während der Erntezeit. 10 Pferdegespanne standen zur Bearbeitung der Ackerflächen zur Verfügung. Die Ernteerträge konnten jährlich gesteigert werden, obwohl Misserfolge auch weiterhin nicht ausblieben. 1935 wanderten 20 Mastrinder in die Schlachthöfe, es wurden über 200 000 Liter Frischmilch erzeugt, 16 000 Zentner Kartoffeln und etwa 3 600 Zentner Getreide dem Markt zugeführt. Dazu kam noch der Eigenverbrauch des Gutes.

1937 berichtete der Gutspächter Hayessen in einer Jahresschrift über das Jahr 1937: 

„2 300 Morgen Land werden landwirtschaftlich, 3 300 forstwirtschaftlich genutzt... Zum Ertrag zählten 1 000 Mastschafe, 30 Fettrinder, 80 Kälber, 300 000 Liter Vollmilch, 70 Zentner Schafwolle... An der neuen Chaussee Nordhorn–Wietmarschen (wurde) bereits bestes, kultiviertes Land für Siedlungen abgegeben. Vier Bauernfamilien konnten sich dort einen eigenen ... Herd gründen.“

Um die weiterhin großen Heideflächen wirtschaftlich zu nutzen, wurden diese von einer Schafherde mit 2 500 Tieren beweidet. Möglicherweise war diese Schafherde die größte in ganz Deutschland.
Irmgard Eilenstein, damalige Freifrau Raitz von Frentz, geborene von Bohlen und Halbach, zog in den Kriegswirren und nachdem ihr Mann gefallen war, mit ihren drei Kindern Rudger, Siegbert und Adelheid in die zum Gut gehörende Försterei. Im Sommer 1952 verzog sie nach Dortmund, wo sie im Juni desselben Jahres ihren zweiten Mann, den Landwirt Robert Eilenstein, heiratete.

### Nachkriegszeit
Von Kriegsende bis 1947 befand sich eine Versorgungseinheit polnischer Soldaten auf dem Gut.
1948 wurde das Gut Klausheide umgebaut und bis 1951 als Krankenhaus für an Tuberkulose erkrankte Patienten des Kreiskrankenhauses genutzt. Leitender Arzt war der Nordhorner Internist in der Stroot.

## Einrichtungen

### Kleinbahn
Von der Gutsanlage führte eine Kleinbahn mit einer Spurweite von 60 Zentimetern und diversen Verladerampen bis zum Ems-Vechte-Kanal, um einerseits das zur Kultivierung sowie zum Bau der Gutsanlage erforderliche Material als auch später in umgekehrter Richtung die Gutserzeugnisse transportieren zu können. Die Bahn wurde im Juli 1914 in Betrieb genommen.
1920 wurde die Bahn bis zum Bahnhof Elbergen weitergeführt, wo sie einen Anschluss an die Bahnstrecke Münster—Emden erhielt. 1929 wurde sie stillgelegt und demontiert.

### Flugplatz

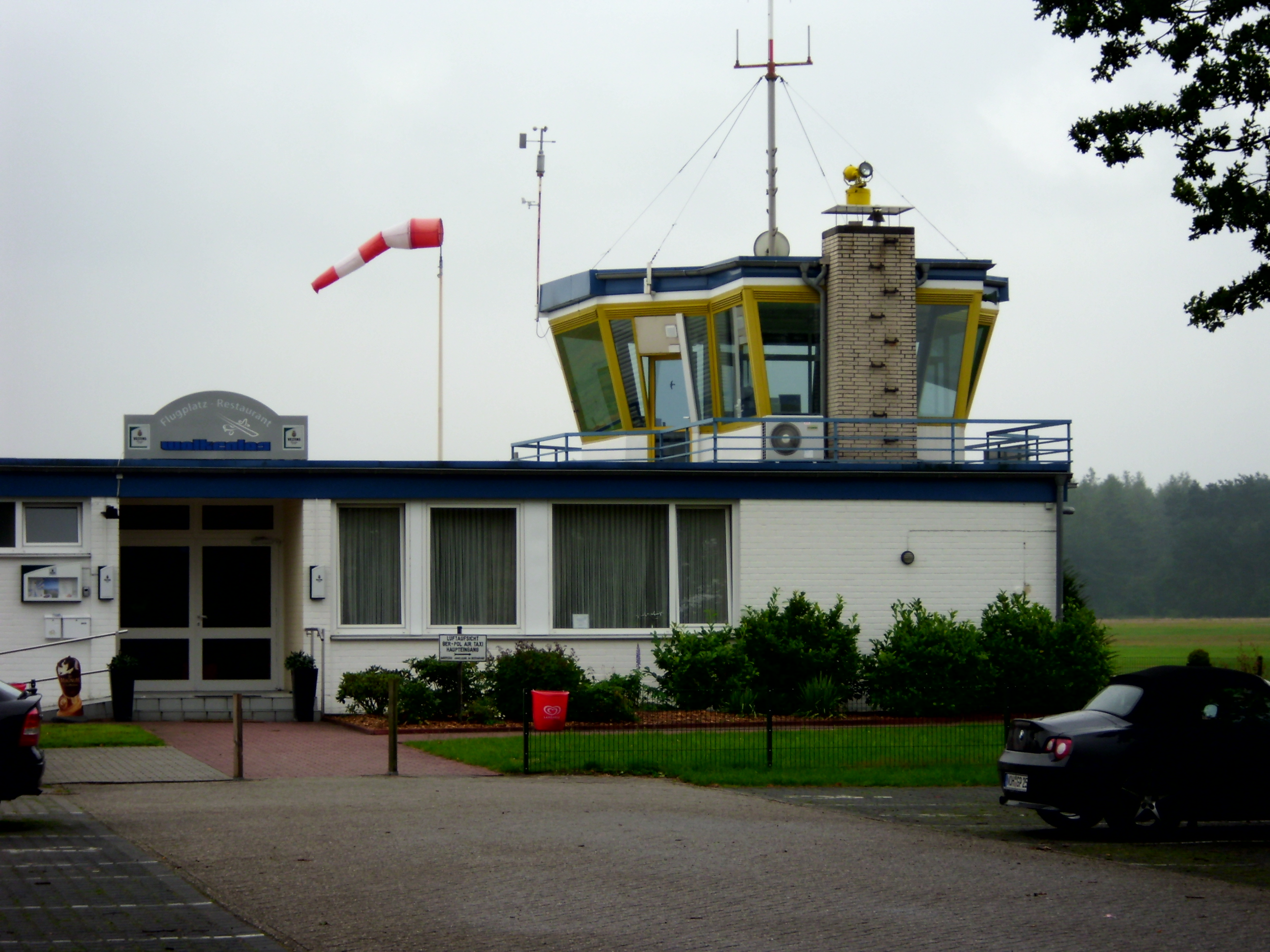
Flugplatz Klausheide, Tower und Restaurant

Nach der Kultivierung wurden örtliche Segelflieger, die bislang nur in den Wilsumer Bergen fliegen konnten, auf das ideale Gelände östlich des Gutes aufmerksam. Da die Familie Krupp selbst gern mit dem Flugzeug zu dem Gut anreiste, wurde ein kleiner Flugplatz eingerichtet.
1927 wurde der Flugplatz Klausheide als Notlandeplatz in das im Aufbau befindliche zivile Linienflugnetz aufgenommen und in die Nachtflugstrecke Hannover—Amsterdam eingebunden. In dieser Frühzeit des Nachtfluges orientierten sich die Piloten an Leuchtfeuern. In der Nähe der Drehfeuer mussten in allen Himmelsrichtungen Notlandeplätze eingerichtet werden. Neben Klausheide befanden sich diese in Plantlünne, Vörden und Metelen. Während des Zweiten Weltkrieges wurde der Platz zum sogenannten Einsatzhafen Klausheide von der Luftwaffe erweitert.
Gutspächter Hayessen berichtete 1938:

„Wer aber jetzt, Ende Juni 1937, während des Deutschlandfluges den Klaushieder Flugplatz besucht hat, konnte sich von dem Riesenbetrieb ... überzeugen. Fast ein jeder Flieger kennt heute den ... Flugplatz Klausheide.“

### Jagd
Mit der Kultivierung und Aufforstung entwickelte sich um das Gut Klausheide herum bereits nach wenigen Jahren ein zunehmend reicher Wildbestand. Zunächst vermehrten sich insbesondere Kaninchen so zahlreich, dass sie sich zu einer Plage entwickelten und großflächig bejagt werden mussten. Mit der Zeit entwickelten sich alle Wildarten einer Niederjagd. Die Gutsbesitzer luden traditionell im Herbst und Winter prominente Jagdgesellschaften aus Politik und Wirtschaft zu großen Treibjagden ein.

### Schule

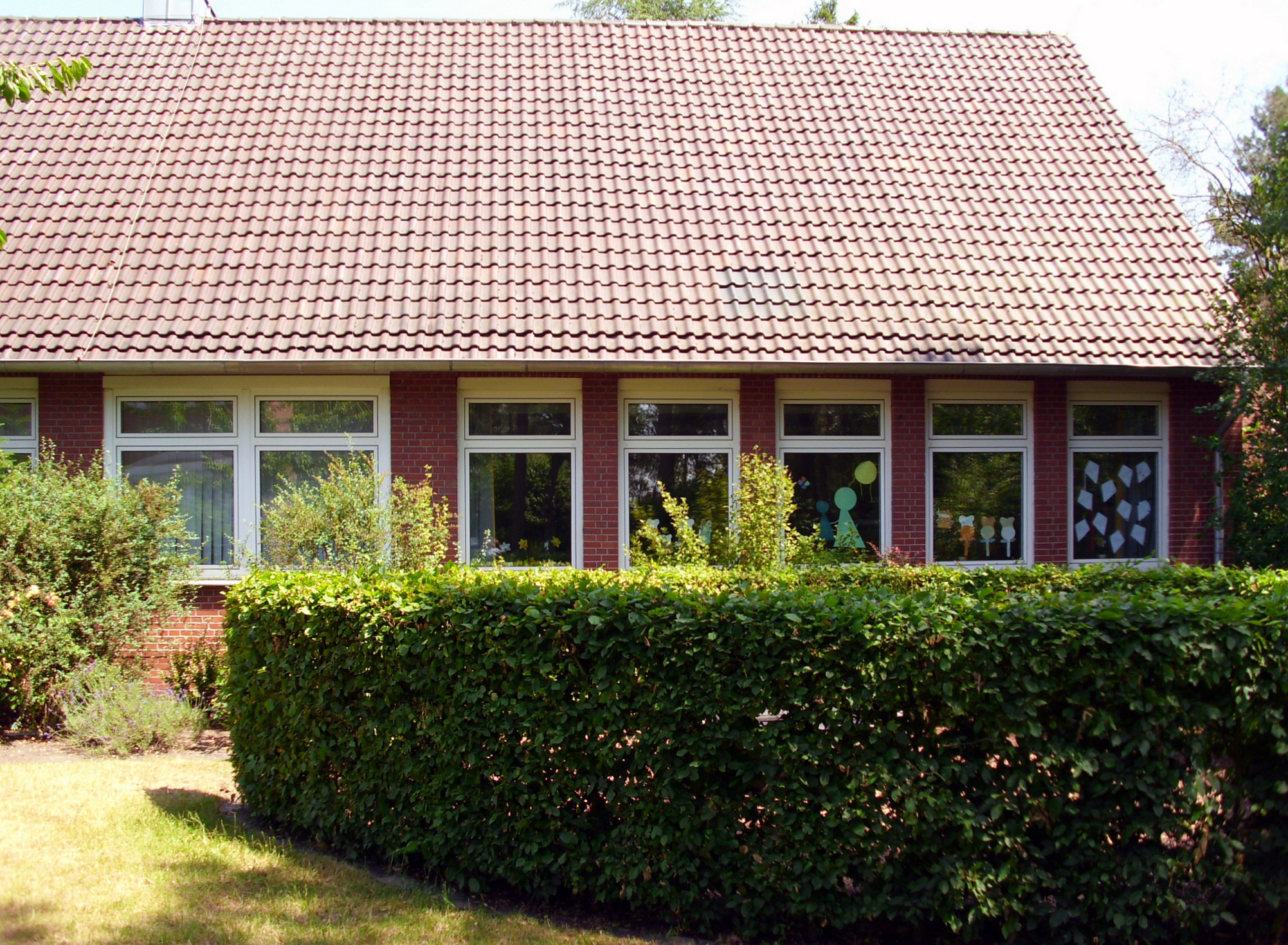
Maria-Montessori-Schule, Altbau

Anfänglich besuchten die Kinder der Klausheider Arbeitskräfte verschiedene Nordhorner Schulen, nämlich die Altendorfer Schule, die Burgschule und die Mittelschule. Bis 1926 sorgte die Gutsverwaltung für den Transport der Kinder. Als dies in Frage gestellt wurde, des Weiteren die Achse des Wagens brach und offenkundig wurde, dass der weitere Transport mit Schwierigkeiten verbunden war, wurde der Entschluss gefasst, auf dem Gutsgelände eine Schule zu gründen. Es wurde ein Lehrer namens Strotmann eingestellt, der eine Wohnung auf dem Gut bezog, wo zunächst der Unterricht der als Gemeinschaftsschule errichteten Volksschule Klausheide stattfand und wo 1927 32 Schüler unterrichtet wurden. 1933 war die Schülerzahl auf 50 angewachsen. Da der immer noch in der Lehrerwohnung eingerichtete Unterrichtsraum nur über 32 Sitzplätze verfügte, musste Schichtunterricht erteilt werden. Als Nachfolger von Lehrer Strotmann begann der Lehrer Fritz Kreft am 1. April 1933 seinen Dienst. 1936 wurde durch Umbau eines Lokomotivschuppens der Kleinbahnstrecke ein Schulgebäude errichtet, wo der Unterricht ab Juni 1936 stattfinden konnte.
1945 wurden bei Kriegsende Schulgebäude und Einrichtung von durchziehenden Truppen weitgehend zerstört. Ab 1948 nahm die Schule ihre Arbeit mit 61 Schülern wieder auf, ein Jahr später waren es bereits 73 Schüler. Im April 1950 wurde ein zweiter Lehrer eingestellt. Da kein zweiter Klassenraum zur Verfügung stand, musste wieder Schichtunterricht erteilt werden. Von 1953 bis 1956 stieg die Bevölkerung Klausheides durch Flüchtlingszustrom und Neuansiedlung stark an: Hatte Klausheide 1950 noch 250 Einwohner, so waren es 1962 bereits 800 und 1964 schon 1 000 Einwohner.
Ab 1954 wurde im Neubaugebiet (südlich der B 213) ein Schulgebäude errichtet, das ab Mai 1956 für den Unterricht genutzt wurde.
Aus dieser Schule entwickelte sich die heutige Maria-Montessori-Schule.

### Feuerwehr
Das Gut Klausheide verfügte über eine eigene Feuerwehr. Fast alle Feuerwehrmänner arbeiteten auf dem Gut oder wohnten in Klausheide. Ihr Einsatzbereich waren neben dem Schutz des Gutes und seiner Anlagen die Bekämpfung von Heide- und Waldbränden.

### Gutskapelle
Die Gutsarbeiter gründeten auch eine eigene Gutskapelle. Die Kapelle spielte auch in der nahe gelegenen Gaststätte Harmsen, heute Hotel Rammelkamp, zum Tanz auf.

## Spätere Verwendung

### Luft-/Bodenschießplatz Nordhorn
Die Kultivierung des südlich des Ems-Vechte-Kanals gelegene Anteils der Kruppschen Liegenschaft ging vergleichsweise schleppend voran. 1933 überließ die Familie der deutschen Wehrmacht dort ein rund 2200 Hektar großes Heidegelände mit einer Ost-West-Ausdehnung von ca. zehn und einer Nord-Süd-Ausdehnung von rund neun Kilometern zur militärischen Nutzung. Ab 1935 fanden auf dem Gebiet Schießübungen durch leichte Artillerietruppen statt. 1939 erfolgte eine Erweiterung des Artillerieschießplatzes zu einem Fliegerübungsplatz für Bordwaffeneinsätze und Bombenabwurf.
1945 besetzten britische Truppen den Übungsplatz; 1947 nahm die Royal Air Force den Betrieb als „Air To Ground Weapon Range“ auf und nannte den Platz Nordhorn Range. 2001 erfolgte die Übergabe der Nordhorn Range an die Bundeswehr zur Nutzung durch die Luftwaffe.
Heute ist die ehemalige Heidelandschaft mehr als 65 % mit Wald bedeckt.

### Saatzuchtgesellschaft von Lochow-Petkus
1951 verkaufte Bertha Krupp von Bohlen und Halbach das Gut Klausheide inklusive 1 100 Hektar Kulturland für 900 000 DM an die Saatzuchtgesellschaft Lochow-Petkus GmbH. Mit der Übernahme des Gutes erfolgte die Aufgabe der Viehhaltung und -zucht und eine Hinwendung auf Pflanzenzucht und Saatgutproduktion. Damit verbunden war die Kultivierung weiteren Ödlands. Auch richtete die Gesellschaft eine Forschungsstation zur Methodenentwicklung und Züchtung von neuen Saatgutsorten ein.
Ab 1955 wurden Mähdrescher zur Ernte eingesetzt. Bis dahin wurde das Getreide manuell mit Sichel, Sichte oder Sense abgemäht und zu Garben gebunden, die zum Nachtrocknen zunächst auf dem Feld stehenblieben, um sie später mit Pferde- beziehungsweise Ochsenfuhrwerken zur Tenne auf der Gutsanlage zu bringen, wo das Getreide mit Dreschflegeln ausgedroschen und schließlich in den Getreidespeichern gelagert wurde. Die zwei großen Wirtschaftsgebäude wurden als Getreidespeicher für Weizen und Roggen genutzt.
Das Hauptgebäude und ein Teil der Nebengebäude der Gutsanlage wurden bis 1990 als Küche und Mitarbeiter-Casino sowie als Gästehaus verwendet.

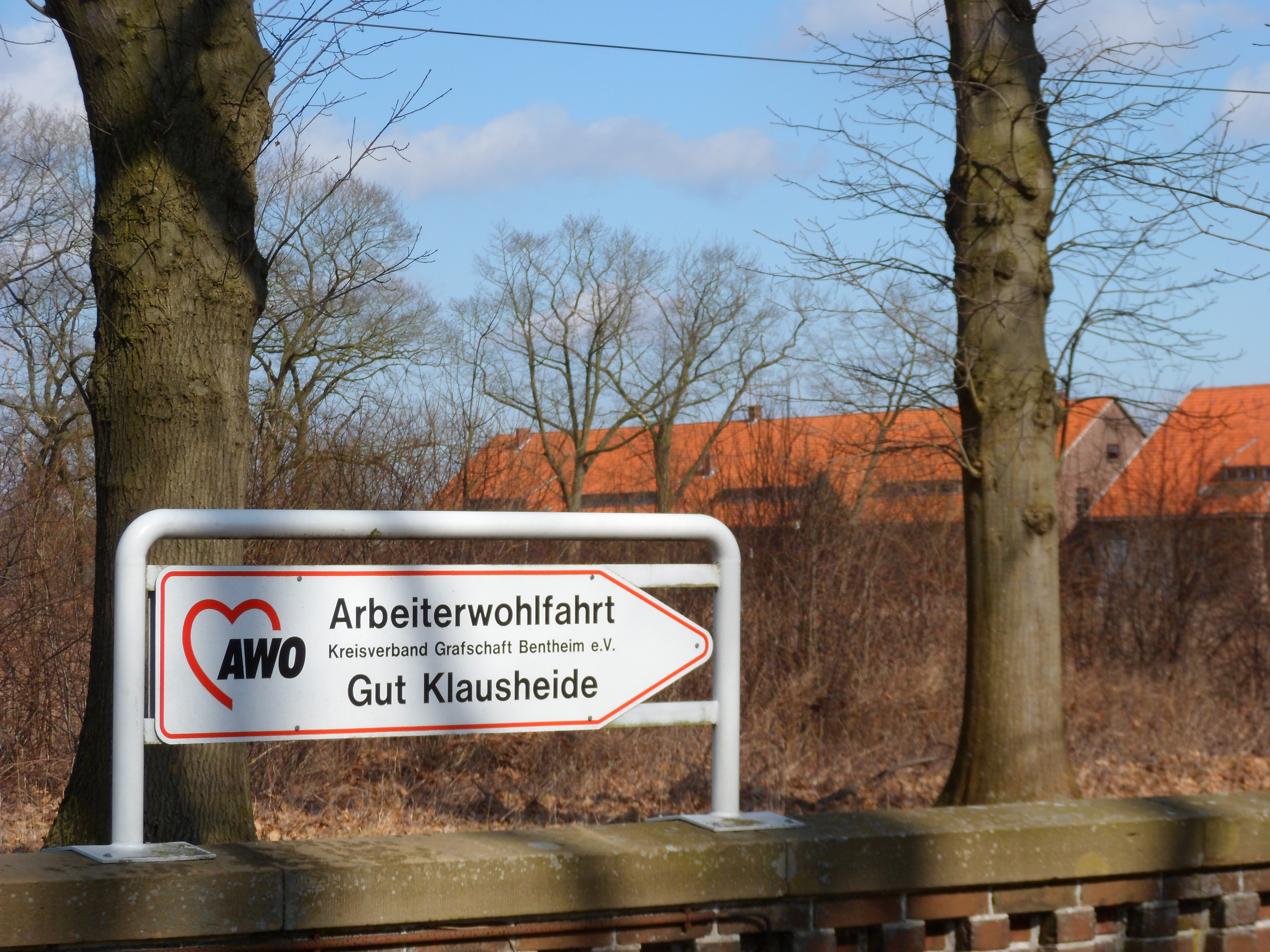
Zufahrt zum Gut

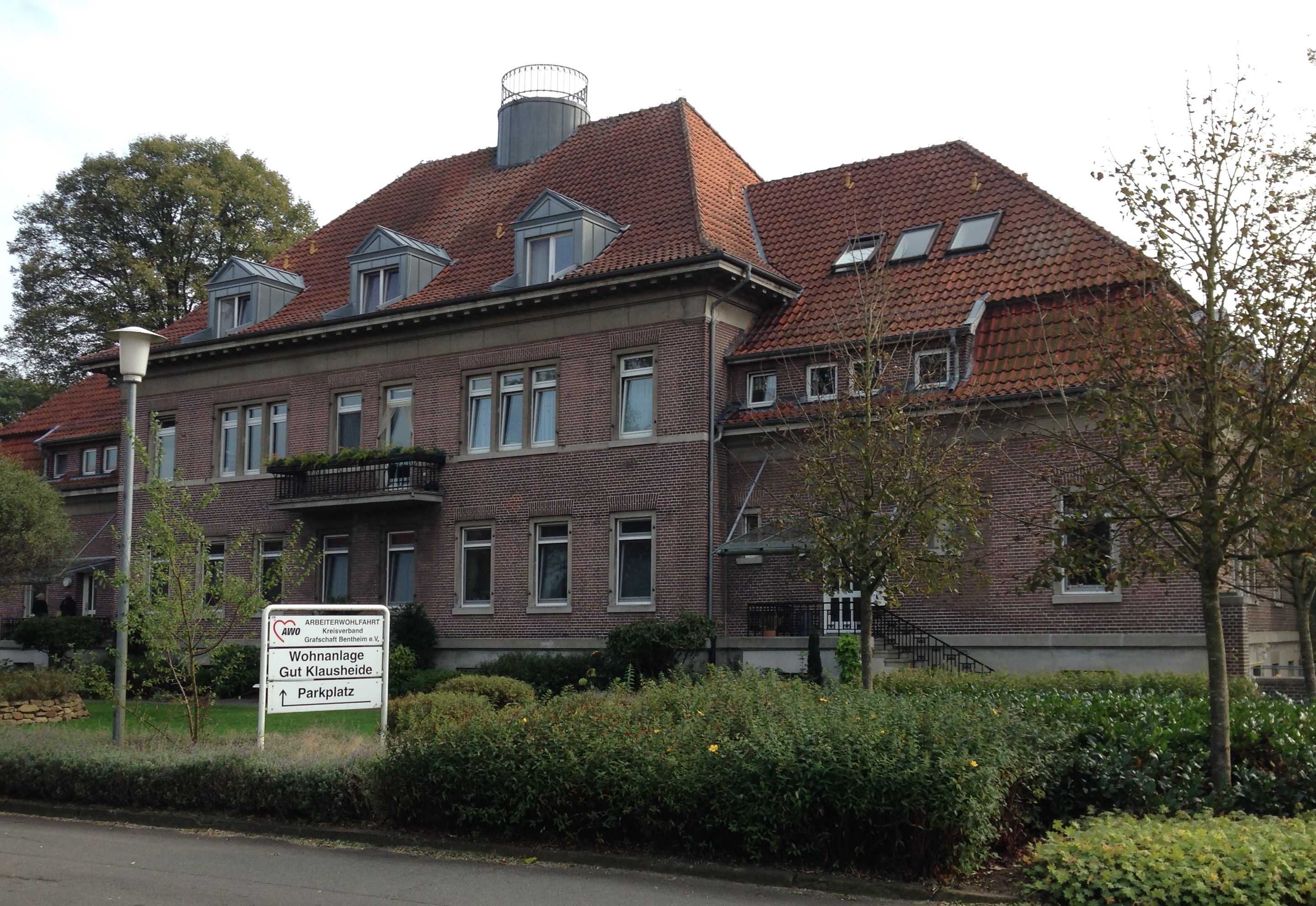
Herrenhaus heute: AWO-Wohnanlage Gut Klausheide

### Arbeiterwohlfahrt
1990 begannen die Eigentümer mit dem Verkauf der Liegenschaft. Die Arbeiterwohlfahrt (AWO) erwarb 1990 das Hauptgebäude und die daran anschließenden beiden Nebengebäude sowie das Grundstück vom Hauptgebäude bis zur Bundesstraße. Die Speichergebäude wurden in den folgenden Jahren an eine Immobilienfirma verkauft.
Von 1991 bis 1994 mietete die Stadt Nordhorn von der Arbeiterwohlfahrt Wohnungen auf dem Gut an, um dort zeitweise bis zu 70 Asylbewerber aus verschiedenen Krisengebieten unterzubringen.
Seit dem 1. November 1996 betreibt der AWO-Kreisverband Grafschaft Bentheim auf dem Gut ein sozialtherapeutisches Wohnheim der Eingliederungshilfe nach §§ 53 ff. SGB XII mit 61 Plätzen für chronisch mehrfach beeinträchtigte Abhängigkeitskranke.
Weite Teile des Anwesens, insbesondere Wirtschaftsgebäude und die ehemaligen Speicher, stehen leer. Diese Gebäude gehören nicht zur Arbeiterwohlfahrt.